# Turrialba (ville)
Pour les articles homonymes, voir Turrialba (homonymie).
Turrialba est une ville du Costa Rica, située dans le canton de Turrialba dans la province de Cartago.
La population en 2008 était de 25 886 habitants.
A environ 10 km au nord-ouest de la ville se trouve le volcan Turrialba.
Les principales activités sont le textile, l'agriculture et le tourisme. Les Etats-Unis y avaient, jusqu'aux années 1950, un centre de recherche prometteur sur le caoutchouc à base d'hévéa, fermé sous le maccarthysme en raison des affiliations syndicales des ouvriers costa-ricains. Les États-Unis produisaient alors essentiellement du caoutchouc synthétique. Lorsque l'OPEP augmenta les prix du pétrole et que Michelin diffusa les pneus radiaux, mieux adaptés au caoutchouc naturel, l'erreur de cette décision devint manifeste .
La ville est déclarée d'intérêt national archéologique.